# Quando l'Italia non era un paese povero
Quando l'Italia non era un paese povero è un film del 1997 diretto da Stefano Missio. Il film è un "documentario sul documentario" di Joris Ivens L'Italia non è un paese povero.

## Trama
I fratelli Taviani, Valentino Orsini, Tinto Brass, protagonisti dell'avventura italiana del maestro olandese, raccontano nel documentario di Stefano Missio le travagliate vicende di un film prima censurato e poi scomparso. Per la prima volta si racconta cosa successe dietro le quinte e come si salvò una copia positiva del film, grazie alla valigia diplomatica usata da Brass.

## Produzione
Il documentario, girato in 16mm, include le sequenze censurate dalla dirigenza Rai e una sequenza di una lezione tenuta dal regista olandese Joris Ivens al Centro sperimentale di cinematografia nel 1977.